# Stilbospora macrosperma
Stilbospora macrosperma är en svampart som beskrevs av Pers. 1801. Stilbospora macrosperma ingår i släktet Stilbospora, divisionen sporsäcksvampar och riket svampar.   Inga underarter finns listade i Catalogue of Life.